# Aeroportul Wenshan Puzhehei
Aeroportul Wenshan Puzhehei (IATA: WNH, ICAO: ZPWS) este un aeroport din Yunnan, Republica Populară Chineză ce deservește zona Wenshan City⁠(d). Aeroportul a fost tranzitat în 2022 de 115.989 de pasageri.
Situat la o altitudine de 1.590 m, aeroportul dispune de o singură pistă.